# John Salisbury
Pour les articles homonymes, voir Salisbury.
John Edward Salisbury (né le 26 janvier 1934 à Birmingham) est un athlète britannique spécialiste du 400 mètres. Licencié au Loughbrough Colleges AC puis au Birchfield Harriers, il mesure 1,80 m pour 70 kg.

## Carrière

### Palmarès
| Date | Compétition                                     | Lieu      | Résultat | Épreuve    | Performance   |
| ---- | ----------------------------------------------- | --------- | -------- | ---------- | ------------- |
| 1956 | Jeux olympiques d'été                           | Melbourne | 3e       | 4 × 400 m  | 3 min 07 s 1  |
| 1958 | Jeux de l'Empire britannique et du Commonwealth | Cardiff   | 4e       | 400 mètres | 47 s 1        |
| 1958 | Jeux de l'Empire britannique et du Commonwealth | Cardiff   | 2e       | 4 × 400 m  | 3 min 09 s 61 |
| 1958 | Championnats d'Europe                           | Stockholm | 2e       | 400 mètres | 46 s 5        |
| 1958 | Championnats d'Europe                           | Stockholm | 1er      | 4 × 400 m  | 3 min 07 s 9  |

### Records
| Épreuve    | Performance | Lieu | Date |
| ---------- | ----------- | ---- | ---- |
| 400 mètres | 46 s 5      |      | 1958 |